# مارلين زوك
مارلين زوك (بالإنجليزية: Marlene Zuk) (ولدت في 20 مايو 1956) عالمة أحياء تطورية وسلوك الحيوان أمريكية عملت أستاذا في جامعة كاليفورنيا في ريفرسايد (UCR) إلى أن تم نقلها إلى جامعة منيسوتا في عام لتقوم بتدريس الانتخاب الجنسي والطفيليات.

## السيرة الذاتية
ولدت زوك في لوس انجلوس، ولاية بنسلفانيا في فيلادلفيا، عاشت في المدينة وظهر اهتمامها بالحشرات في سن مبكرة. التحقت بجامعة كاليفورنيا سانتا باربرا لدراسة اللغة الإنجليزية قبل أن تنتقل لدراسة علوم الأحياء. بعد حصولها على درجة البكالوريوس بدأت رحلتها في الكتابة والتدريس لمدة ثلاثة أعوام.
في عام 1982 اقترحت زوك مع دابليو دي هاملتون فريضة الجينات الجيدة المتمثلة في الانتقاء الجنسي. في عام 1986، بدأت زوك الدراسة في جامعة ميشيغان وحصلت علي الدكتوراه في الفلسفة قبل أن تنتقل إلى جامعة نيومكسيكو لتكمل بحثها هناك. في عام 1989، التحقت بجامعة كاليفورنيا. في أبريل 2012، انتقلت زوك وزوجها جون روتنبيري إلى جامعة مينيسوتا، حيث يعمل كلاهما في كلية العلوم البيولوجية.
في عام 2010، حصلت زوك علي درجة الدكتوراة الفخرية من جامعة أوبسالا بالسويد، وجامعة يفسكيلا في فنلندا في عام 2016.

## العمل

### الاهتمامات البحثية
تركزت أبحاث زوك على طرق تطور السلوك الجنسي خاصة فيما يتعلق بالطفيليات، اختيار الرفيق وسلوك الحيوان. زوك أيضا كاتبة ومتحدثة نسوية لها العديد من المحاضرات عن دور المرأة في العلوم وحمية العصر الحجري.

### الكتب
غطت زوك في كتبها ومقالاتها العديد من المواضيع مثل:
- في عام 1982، اللياقة البدنية الحقيقية والطيور المشرقة: دور للطفيليات؟
- في عام 2002، الاختيارات الجنسية: ما يمكن وما لا يمكن أن نتعلمه عن الجنس من الحيوانات. مطبعة جامعة كاليفورنيا، بيركلي.(ردمك 978-0520240759)
- في عام 2007، مليئة بالحياة: ديدان صديقة، خنفساء الجنس، والطفيليات التي تجعلنا من نحن.(ردمك 978-0156034685)
- في 1 أغسطس 2011، هل تستطيع الحشرات تحسين حياتك الجنسية، وول ستريت جورنال.
- في عام 2011، ممارسة الجنس على ستة أرجل: دروس في الحياة والحب واللغة عن عالم الحشرات، هوتون ميفلين هاركورت، نيويورك.(ردمك 978-0151013739)
- في 29 أبريل 2012، إحضار الجنس: النمل الجوي. لوس أنجلوس تايمز.
- في عام 2012، التجسيم: مؤسسة غريبة نسخة محفوظة 25 أغسطس 2020 على موقع واي باك مشين.، العالم 26: 66– 67.
- في عام 2013، باليوفنتاسي: ما الذي يخبرنا به التطور حقا عن الجنس والنظام الغذائي وكيف نعيش؟ دبليو دبليو نورتون وشركاه، نيويورك.(ردمك 978-0393347920)

### كلية الإدارة
تعمل زوك في منصب عميد مساعد واستاذا في كلية العلوم البيولوجية في قسم البيئة والتطور والسلوك.

## الجوائز والتكريمات
- في عام 2015، حصلت زوك على جائزة إدوارد أوسبورن ويلسون من قبل الجمعية الأمريكية لعلماء الطبيعة.[11][12]
- في عام 2017، تم انتخاب زوك زميلًا في الأكاديمية الأمريكية للفنون والعلوم.[13][14]

## وصلات خارجية
- مارلين زوك على موقع IMDb (الإنجليزية)
- مارلين زوك على موقع الموسوعة البريطانية (الإنجليزية)

- مارلين زوك- مؤتمر تيد.
- مارلين زوك- جامعة مينيسوتا كلية العلوم البيولوجية.
- وثائقي عن معمل زوك.